# Giro d’Italia 2007
Der 90. Giro d’Italia fand vom 12. Mai bis zum 3. Juni 2007 statt. Das Straßenradrennen bestand aus 21 Etappen mit einer Gesamtstreckenlänge von 3486,2 Kilometern. Sieger wurde der Italiener Danilo Di Luca.

## Rennverlauf
Die Rundfahrt startete auf der Mittelmeerinsel Sardinien mit einem Mannschaftszeitfahren und ging traditionell in Mailand zu Ende, nachdem auf der vorletzten Etappe am Gardasee bei Verona in einem Einzelzeitfahren die Entscheidung über den Gesamtsieg gefallen war.

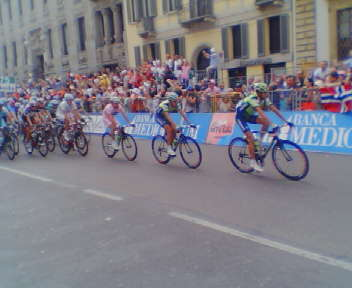
Giro 2007: Zielankunft in Mailand

Nach drei Etappen gab es bereits den ersten Ruhetag, ehe es auf der vierten Etappe zum ersten Schlagabtausch der Kletterer und der Favoriten im Gesamtklassement kam, als die Etappe mit einem über 17 Kilometer langen Schlussanstieg zu Ende ging. Die nächste Bergankunft gab es auf der zehnten Etappe mit einem neun Kilometer langen Schlussanstieg, und auch die 15. und 17. Etappe gingen in über 1.000 Meter Höhe zu Ende.
Zwischendurch machten die Fahrer einen Abstecher nach Briançon in Frankreich und Lienz in Österreich.
Der Höhepunkt der Italien-Rundfahrt war die 13. Etappe mit einem 12,6 Kilometer langen Bergzeitfahren von Biella nach Oropa. Es wurde zu Ehren des verstorbenen Giro- und Tour-de-France-Siegers Marco Pantani ins Programm genommen, da er 1999 in Oropa das Rosa Trikot eroberte, so die Zeitung Tuttosport einige Wochen vor der offiziellen Präsentation.
Eigentlich war 2006 schon ein Bergzeitfahren zur Kapelle Madonna del Ghisallo geplant gewesen, doch auf Grund von Differenzen mit dem Radsport-Weltverband UCI wurde es aus der Streckenführung genommen.
Zudem wurde die erst im Vorjahr eingeführte Kombinationswertung, deren Führender bisher mit dem Blauen Trikot ausgezeichnet wurde, durch die Nachwuchswertung ersetzt, deren Führender ein weißes Trikot erhält.
22 Teams nahmen am Giro d’Italia teil. Mit Ausnahme von Unibet.com wurden alle ProTour-Teams eingeladen. Aus Protest gegen die UCI ProTour hat sich der Veranstalter RCS-Sport über die Regeln der Rennserie, die allen 20 Teams mit ProTour-Lizenz eine Startberechtigung garantiert, hinweggesetzt und das belgisch-schwedische Team nicht berücksichtigt. Wildcards gingen an die zweitklassigen Teams Tinkoff Credit Systems, Ceramiche Panaria und Acqua & Sapone.

## Doping
Wie zuletzt bei der Tour de France 2006 und der Vuelta a España 2006 gab es auch beim Giro mit dem Basken Aketza Peña einen Dopingfall. Nach einem positiven Befund beim Giro del Trentino im April, der im Verlauf der dritten Giro-Woche veröffentlicht wurde, schloss das Team Euskaltel-Euskadi seinen Fahrer vor der 17. Etappe vom Rennen aus und suspendierte ihn bis auf weiteres.
Am 14. Juni 2007 wurde bekannt, dass es in drei weiteren Fällen Auffälligkeiten gab. Es handelte sich jedoch in allen drei Fällen um regelgerechte Medikamenteneinnahme bzw. natürliche Werte:
Beim Gewinner der Bergwertung Leonardo Piepoli und dem Gewinner Punktewertung Alessandro Petacchi wurde das Asthmamittel Salbutamol im Blut nachgewiesen. Von beiden lag eine Genehmigung für die Einnahme des anabole Effekte hervorrufenden Mittels vor. Zudem wiesen die Blutwerte von Iban Mayo auffällige Werte auf. Dort wurde ein überhöhter Testosteronwert im Blut nachgewiesen. Es stellte sich jedoch heraus, dass dieser auf natürlichem Wege zustande gekommen war.
Gegen Alessandro Petacchi nahm das Italienische Olympische Komitee (CONI) trotzdem Ermittlungen auf, da bei einer Kontrolle ein Wert von 1320 Nanogramm pro Milliliter festgestellt wurde, bei einer Ausnahmegenehmigung zur Verwendung des Asthmamittel jedoch ein Grenzwert von 1000 Nanogramm festgelegt ist.
Siehe auch:
- Fahrerfeld
- Einzelergebnisse der Etappen

## Etappen
| Etappe     | Tag     | Start–Ziel                                                | km         | Etappensieger       | Maglia Rosa       |
| ---------- | ------- | --------------------------------------------------------- | ---------- | ------------------- | ----------------- |
| 1. Etappe  | 12. Mai | Caprera – La Maddalena                                    | 25,6 (MZF) | Liquigas            | Enrico Gasparotto |
| 2. Etappe  | 13. Mai | Tempio Pausania – Bosa                                    | 205        | Robbie McEwen       | Danilo Di Luca    |
| 3. Etappe  | 14. Mai | Barumini – Cagliari                                       | 181        | Alessandro Petacchi | Enrico Gasparotto |
| Ruhetag    |         |                                                           |            |                     |                   |
| 4. Etappe  | 16. Mai | Salerno – Montevergine di Mercogliano                     | 153        | Danilo Di Luca      | Danilo Di Luca    |
| 5. Etappe  | 17. Mai | Teano – Frascati                                          | 173        | Robert Förster      | Danilo Di Luca    |
| 6. Etappe  | 18. Mai | Tivoli – Spoleto                                          | 177        | Luis Felipe Laverde | Marco Pinotti     |
| 7. Etappe  | 19. Mai | Spoleto – Scarperia                                       | 254        | Alessandro Petacchi | Marco Pinotti     |
| 8. Etappe  | 20. Mai | Barberino di Mugello – Fiorano Modenese                   | 200        | Kurt Asle Arvesen   | Marco Pinotti     |
| 9. Etappe  | 21. Mai | Reggio nell’Emilia – Lido di Camaiore                     | 177        | Danilo Napolitano   | Marco Pinotti     |
| 10. Etappe | 22. Mai | Lido di Camaiore – Santuario Nostra Signora della Guardia | 250        | Leonardo Piepoli    | Andrea Noè        |
| 11. Etappe | 23. Mai | Serravalle Scrivia – Pinerolo                             | 198        | Alessandro Petacchi | Andrea Noè        |
| 12. Etappe | 24. Mai | Scalenghe – Briançon (FRA)                                | 163        | Danilo Di Luca      | Danilo Di Luca    |
| 13. Etappe | 25. Mai | Biella – Oropa                                            | 12,6 (BZF) | Marzio Bruseghin    | Danilo Di Luca    |
| 14. Etappe | 26. Mai | Cantù – Bergamo                                           | 192        | Stefano Garzelli    | Danilo Di Luca    |
| 15. Etappe | 27. Mai | Trient – Drei Zinnen                                      | 184        | Riccardo Riccò      | Danilo Di Luca    |
| Ruhetag    |         |                                                           |            |                     |                   |
| 16. Etappe | 29. Mai | Agordo – Lienz (AUT)                                      | 189        | Stefano Garzelli    | Danilo Di Luca    |
| 17. Etappe | 30. Mai | Lienz (AUT) – Monte Zoncolan                              | 142        | Gilberto Simoni     | Danilo Di Luca    |
| 18. Etappe | 31. Mai | Udine – Riese Pio X                                       | 203        | Alessandro Petacchi | Danilo Di Luca    |
| 19. Etappe | 1. Juni | Treviso – Comano Terme                                    | 179        | Iban Mayo           | Danilo Di Luca    |
| 20. Etappe | 2. Juni | Bardolino – Verona                                        | 43 (EZF)   | Paolo Savoldelli    | Danilo Di Luca    |
| 21. Etappe | 3. Juni | Vestone – Mailand                                         | 185        | Alessandro Petacchi | Danilo Di Luca    |

## Trikots im Tourverlauf
Die Tabelle zeigt den Träger des jeweiligen Trikots während der einzelnen Etappe bzw. den Führenden der jeweiligen Gesamtwertung am Abend des Vortags an.
| Etappe     | Gesamtwertung Rosa Trikot | Punktewertung Zyklamrotes Trikot | Bergwertung Grünes Trikot | Nachwuchswertung Weißes Trikot | T.V. Garibaldi- Wertung1 | Teamwertung          |
| ---------- | ------------------------- | -------------------------------- | ------------------------- | ------------------------------ | ------------------------ | -------------------- |
| 02. Etappe | Enrico Gasparotto         | nicht vergeben                   | nicht vergeben            | Enrico Gasparotto              | nicht vergeben           | Liquigas             |
| 03. Etappe | Danilo Di Luca            | Robbie McEwen                    | Pawel Brutt               | Enrico Gasparotto              | Arnaud Labbe             | Liquigas             |
| 04. Etappe | Enrico Gasparotto         | Alessandro Petacchi              | Pawel Brutt               | Enrico Gasparotto              | Arnaud Labbe             | Liquigas             |
| 05. Etappe | Danilo Di Luca            | Robbie McEwen                    | Danilo Di Luca            | Vincenzo Nibali                | Arnaud Labbe             | Liquigas             |
| 06. Etappe | Danilo Di Luca            | Alessandro Petacchi              | Danilo Di Luca            | Vincenzo Nibali                | Arnaud Labbe             | Liquigas             |
| 07. Etappe | Marco Pinotti             | Alessandro Petacchi              | Luis Felipe Laverde       | Hubert Schwab                  | Arnaud Labbe             | Ceramiche Panaria    |
| 08. Etappe | Marco Pinotti             | Alessandro Petacchi              | Luis Felipe Laverde       | Hubert Schwab                  | Arnaud Labbe             | Ceramiche Panaria    |
| 09. Etappe | Marco Pinotti             | Alessandro Petacchi              | Luis Felipe Laverde       | Alexander Arekejew             | Arnaud Labbe             | Lampre-Fondital      |
| 10. Etappe | Marco Pinotti             | Alessandro Petacchi              | Luis Felipe Laverde       | Alexander Arekejew             | Arnaud Labbe             | Lampre-Fondital      |
| 11. Etappe | Andrea Noè                | Alessandro Petacchi              | Danilo Di Luca            | Andy Schleck                   | Michail Ignatjew         | Lampre-Fondital      |
| 12. Etappe | Andrea Noè                | Alessandro Petacchi              | Danilo Di Luca            | Andy Schleck                   | Mickaël Buffaz           | Lampre-Fondital      |
| 13. Etappe | Danilo Di Luca            | Alessandro Petacchi              | Danilo Di Luca            | Andy Schleck                   | Mickaël Buffaz           | Lampre-Fondital      |
| 14. Etappe | Danilo Di Luca            | Alessandro Petacchi              | Danilo Di Luca            | Andy Schleck                   | Mickaël Buffaz           | Lampre-Fondital      |
| 15. Etappe | Danilo Di Luca            | Alessandro Petacchi              | Danilo Di Luca            | Andy Schleck                   | Mickaël Buffaz           | Lampre-Fondital      |
| 16. Etappe | Danilo Di Luca            | Alessandro Petacchi              | Leonardo Piepoli          | Andy Schleck                   | Mickaël Buffaz           | Saunier Duval-Prodir |
| 17. Etappe | Danilo Di Luca            | Alessandro Petacchi              | Leonardo Piepoli          | Andy Schleck                   | Mickaël Buffaz           | Ceramiche Panaria    |
| 18. Etappe | Danilo Di Luca            | Alessandro Petacchi              | Leonardo Piepoli          | Andy Schleck                   | Mickaël Buffaz           | Saunier Duval-Prodir |
| 19. Etappe | Danilo Di Luca            | Alessandro Petacchi              | Leonardo Piepoli          | Andy Schleck                   | Mickaël Buffaz           | Saunier Duval-Prodir |
| 20. Etappe | Danilo Di Luca            | Alessandro Petacchi              | Leonardo Piepoli          | Andy Schleck                   | Mickaël Buffaz           | Saunier Duval-Prodir |
| 21. Etappe | Danilo Di Luca            | Alessandro Petacchi              | Leonardo Piepoli          | Andy Schleck                   | Mickaël Buffaz           | Saunier Duval-Prodir |
| Sieger     | Danilo Di Luca            | Alessandro Petacchi              | Leonardo Piepoli          | Andy Schleck                   | Michail Ignatjew         | Saunier Duval-Prodir |

1 Der Führende der Wertung ist nicht durch ein Trikot gekennzeichnet.

## Ergebnisse
| \| Gesamtwertung \| Gesamtwertung \| Gesamtwertung \| Gesamtwertung \| Gesamtwertung \| \| Fahrer \| Fahrer \| Land \| Team \| Zeit \| \| ------------- \| ------------------ \| ------------- \| ------------------------------- \| ---------------- \| \| 1. \| Danilo Di Luca \| Italien \| Liquigas \| 92 h 59 min 39 s \| \| 2. \| Andy Schleck \| Luxemburg \| CSC \| + 1 min 55 s \| \| 3. \| Eddy Mazzoleni \| Italien \| Astana \| + 2 min 25 s \| \| 4. \| Gilberto Simoni \| Italien \| Saunier Duval-Prodir \| + 3 min 15 s \| \| 5. \| Damiano Cunego \| Italien \| Lampre-Fondital \| + 3 min 59 s \| \| 6. \| Riccardo Riccò \| Italien \| Saunier Duval-Prodir \| + 7 min 00 s \| \| 7. \| Jewgeni Petrow \| Russland \| Tinkoff Credit Systems \| + 8 min 34 s \| \| 8. \| Marzio Bruseghin \| Italien \| Lampre-Fondital \| + 10 min 14 s \| \| 9. \| Franco Pellizotti \| Italien \| Liquigas \| + 10 min 44 s \| \| 10. \| David Arroyo \| Spanien \| Caisse d'Épargne \| + 11 min 58 s \| \| 11. \| Emanuele Sella \| Italien \| Ceramica Panaria-Navigare \| + 13 min 08 s \| \| 12. \| Paolo Savoldelli \| Italien \| Astana \| + 13 min 30 s \| \| 13. \| Iván Parra \| Kolumbien \| Cofidis-Le Crédit par Téléphone \| + 14 min 48 s \| \| 14. \| Leonardo Piepoli \| Italien \| Saunier Duval-Prodir \| + 17 min 40 s \| \| 15. \| Francisco Vila \| Spanien \| Lampre-Fondital \| + 19 min 13 s \| \| 16. \| Stefano Garzelli \| Italien \| Acqua & Sapone - Caffè Mokambo \| + 19 min 39 s \| \| 17. \| Domenico Pozzovivo \| Italien \| Ceramica Panaria-Navigare \| + 23 min 55 s \| \| 18. \| Marco Pinotti \| Italien \| T-Mobile \| + 30 min 18 s \| \| 19. \| Vincenzo Nibali \| Italien \| Liquigas \| + 31 min 42 s \| \| 20. \| Mario Aerts \| Belgien \| Predictor-Lotto \| + 32 min 48 s \| \| 21. \| Andrei Misurow \| Kasachstan \| Astana \| + 33 min 28 s \| \| 22. \| Branislau Samojlau \| Belarus \| Acqua & Sapone - Caffè Mokambo \| + 34 min 19 s \| \| 23. \| Massimo Codol \| Italien \| Acqua & Sapone - Caffè Mokambo \| + 40 min 16 s \| \| 24. \| Fortunato Baliani \| Italien \| Ceramica Panaria-Navigare \| + 40 min 45 s \| \| 25. \| Hubert Dupont \| Frankreich \| AG2R Prévoyance \| + 44 min 53 s \| |                    |            |                                 |                  |
| |                    |            |                                 |                  |
| |                    |            |                                 |                  |
| Gesamtwertung |                    |            |                                 |                  |
| Fahrer | Fahrer             | Land       | Team                            | Zeit             |
| 1. | Danilo Di Luca     | Italien    | Liquigas                        | 92 h 59 min 39 s |
| 2. | Andy Schleck       | Luxemburg  | CSC                             | + 1 min 55 s     |
| 3. | Eddy Mazzoleni     | Italien    | Astana                          | + 2 min 25 s     |
| 4. | Gilberto Simoni    | Italien    | Saunier Duval-Prodir            | + 3 min 15 s     |
| 5. | Damiano Cunego     | Italien    | Lampre-Fondital                 | + 3 min 59 s     |
| 6. | Riccardo Riccò     | Italien    | Saunier Duval-Prodir            | + 7 min 00 s     |
| 7. | Jewgeni Petrow     | Russland   | Tinkoff Credit Systems          | + 8 min 34 s     |
| 8. | Marzio Bruseghin   | Italien    | Lampre-Fondital                 | + 10 min 14 s    |
| 9. | Franco Pellizotti  | Italien    | Liquigas                        | + 10 min 44 s    |
| 10. | David Arroyo       | Spanien    | Caisse d'Épargne                | + 11 min 58 s    |
| 11. | Emanuele Sella     | Italien    | Ceramica Panaria-Navigare       | + 13 min 08 s    |
| 12. | Paolo Savoldelli   | Italien    | Astana                          | + 13 min 30 s    |
| 13. | Iván Parra         | Kolumbien  | Cofidis-Le Crédit par Téléphone | + 14 min 48 s    |
| 14. | Leonardo Piepoli   | Italien    | Saunier Duval-Prodir            | + 17 min 40 s    |
| 15. | Francisco Vila     | Spanien    | Lampre-Fondital                 | + 19 min 13 s    |
| 16. | Stefano Garzelli   | Italien    | Acqua & Sapone - Caffè Mokambo  | + 19 min 39 s    |
| 17. | Domenico Pozzovivo | Italien    | Ceramica Panaria-Navigare       | + 23 min 55 s    |
| 18. | Marco Pinotti      | Italien    | T-Mobile                        | + 30 min 18 s    |
| 19. | Vincenzo Nibali    | Italien    | Liquigas                        | + 31 min 42 s    |
| 20. | Mario Aerts        | Belgien    | Predictor-Lotto                 | + 32 min 48 s    |
| 21. | Andrei Misurow     | Kasachstan | Astana                          | + 33 min 28 s    |
| 22. | Branislau Samojlau | Belarus    | Acqua & Sapone - Caffè Mokambo  | + 34 min 19 s    |
| 23. | Massimo Codol      | Italien    | Acqua & Sapone - Caffè Mokambo  | + 40 min 16 s    |
| 24. | Fortunato Baliani  | Italien    | Ceramica Panaria-Navigare       | + 40 min 45 s    |
| 25. | Hubert Dupont      | Frankreich | AG2R Prévoyance                 | + 44 min 53 s    |

| Punktewertung | Punktewertung       | Punktewertung | Punktewertung                  | Punktewertung |
| Fahrer        | Fahrer              | Land          | Team                           | Punkte        |
| ------------- | ------------------- | ------------- | ------------------------------ | ------------- |
| 1.            | Danilo Di Luca      | Italien       | Liquigas                       | 130 P.        |
| 2.            | Paolo Bettini       | Italien       | Quick Step-Innergetic          | 120 P.        |
| 3.            | Maximiliano Richeze | Argentinien   | Ceramica Panaria-Navigare      | 107 P.        |
| 4.            | Leonardo Piepoli    | Italien       | Saunier Duval-Prodir           | 93 P.         |
| 5.            | Gilberto Simoni     | Italien       | Saunier Duval-Prodir           | 92 P.         |
| 6.            | Stefano Garzelli    | Italien       | Acqua & Sapone - Caffè Mokambo | 91 P.         |
| 7.            | Andy Schleck        | Luxemburg     | CSC                            | 85 P.         |
| 8.            | Riccardo Riccò      | Italien       | Saunier Duval-Prodir           | 76 P.         |
| 9.            | Damiano Cunego      | Italien       | Lampre-Fondital                | 76 P.         |
| 10.           | Eddy Mazzoleni      | Italien       | Astana                         | 71 P.         |

| Bergwertung | Bergwertung         | Bergwertung | Bergwertung               | Bergwertung |
| Fahrer      | Fahrer              | Land        | Team                      | Punkte      |
| ----------- | ------------------- | ----------- | ------------------------- | ----------- |
| 1.          | Leonardo Piepoli    | Italien     | Saunier Duval-Prodir      | 79 P.       |
| 2.          | Fortunato Baliani   | Italien     | Ceramica Panaria-Navigare | 46 P.       |
| 3.          | Danilo Di Luca      | Italien     | Liquigas                  | 45 P.       |
| 4.          | Gilberto Simoni     | Italien     | Saunier Duval-Prodir      | 41 P.       |
| 5.          | Riccardo Riccò      | Italien     | Saunier Duval-Prodir      | 36 P.       |
| 6.          | Yoann Le Boulanger  | Frankreich  | Bouygues Telecom          | 24 P.       |
| 7.          | Luis Felipe Laverde | Kolumbien   | Ceramica Panaria-Navigare | 23 P.       |
| 8.          | Andy Schleck        | Luxemburg   | CSC                       | 20 P.       |
| 9.          | Damiano Cunego      | Italien     | Lampre-Fondital           | 17 P.       |
| 10.         | Marzio Bruseghin    | Italien     | Lampre-Fondital           | 15 P.       |

| Nachwuchswertung | Nachwuchswertung   | Nachwuchswertung | Nachwuchswertung                | Nachwuchswertung  |
| Fahrer           | Fahrer             | Land             | Team                            | Zeit              |
| ---------------- | ------------------ | ---------------- | ------------------------------- | ----------------- |
| 1.               | Andy Schleck       | Luxemburg        | CSC                             | 93 h 01 min 34 s  |
| 2.               | Riccardo Riccò     | Italien          | Saunier Duval-Prodir            | + 5 min 05 s      |
| 3.               | Domenico Pozzovivo | Italien          | Ceramica Panaria-Navigare       | + 22 min 00 s     |
| 4.               | Vincenzo Nibali    | Italien          | Liquigas                        | + 29 min 47 s     |
| 5.               | Branislau Samojlau | Belarus          | Acqua & Sapone - Caffè Mokambo  | + 32 min 24 s     |
| 6.               | Mauro Facci        | Italien          | Quick Step-Innergetic           | + 1 h 07 min 00 s |
| 7.               | Olivier Bonnaire   | Frankreich       | Bouygues Telecom                | + 1 h 24 min 46 s |
| 8.               | Amaël Moinard      | Frankreich       | Cofidis-Le Crédit par Téléphone | + 1 h 24 min 52 s |
| 9.               | Carl Naibo         | Frankreich       | AG2R Prévoyance                 | + 1 h 33 min 11 s |
| 10.              | Matthias Russ      | Deutschland      | Gerolsteiner                    | + 1 h 34 min 56 s |

| Mannschaftswertung | Mannschaftswertung              | Mannschaftswertung | Mannschaftswertung |
| Team               | Team                            | Land               | Zeit               |
| ------------------ | ------------------------------- | ------------------ | ------------------ |
| 1.                 | Saunier Duval-Prodir            | Spanien            | 278 h 11 min 31 s  |
| 2.                 | Liquigas                        | Italien            | + 3 min 53 s       |
| 3.                 | Lampre-Fondital                 | Italien            | + 6 min 06 s       |
| 4.                 | Astana                          | Schweiz            | + 6 min 56 s       |
| 5.                 | Ceramica Panaria-Navigare       | Irland             | + 10 min 15 s      |
| 6.                 | Acqua & Sapone - Caffè Mokambo  | Italien            | + 1 h 02 min 26 s  |
| 7.                 | Caisse d'Épargne                | Spanien            | + 1 h 51 min 04 s  |
| 8.                 | Cofidis-Le Crédit par Téléphone | Frankreich         | + 1 h 52 min 21 s  |
| 9.                 | Predictor-Lotto                 | Belgien            | + 1 h 53 min 14 s  |
| 10.                | Quick Step-Innergetic           | Belgien            | + 2 h 21 min 31 s  |